# 30-я бомбардировочная авиационная дивизия
30-я бомбардировочная авиационная Хинганская Краснознамённая дивизия  (30-я бад) — соединение Военно-Воздушных сил (ВВС) Вооружённых Сил РККА бомбардировочной авиации, принимавшее участие в боевых действиях Советско-японской войны.

## История наименований дивизии

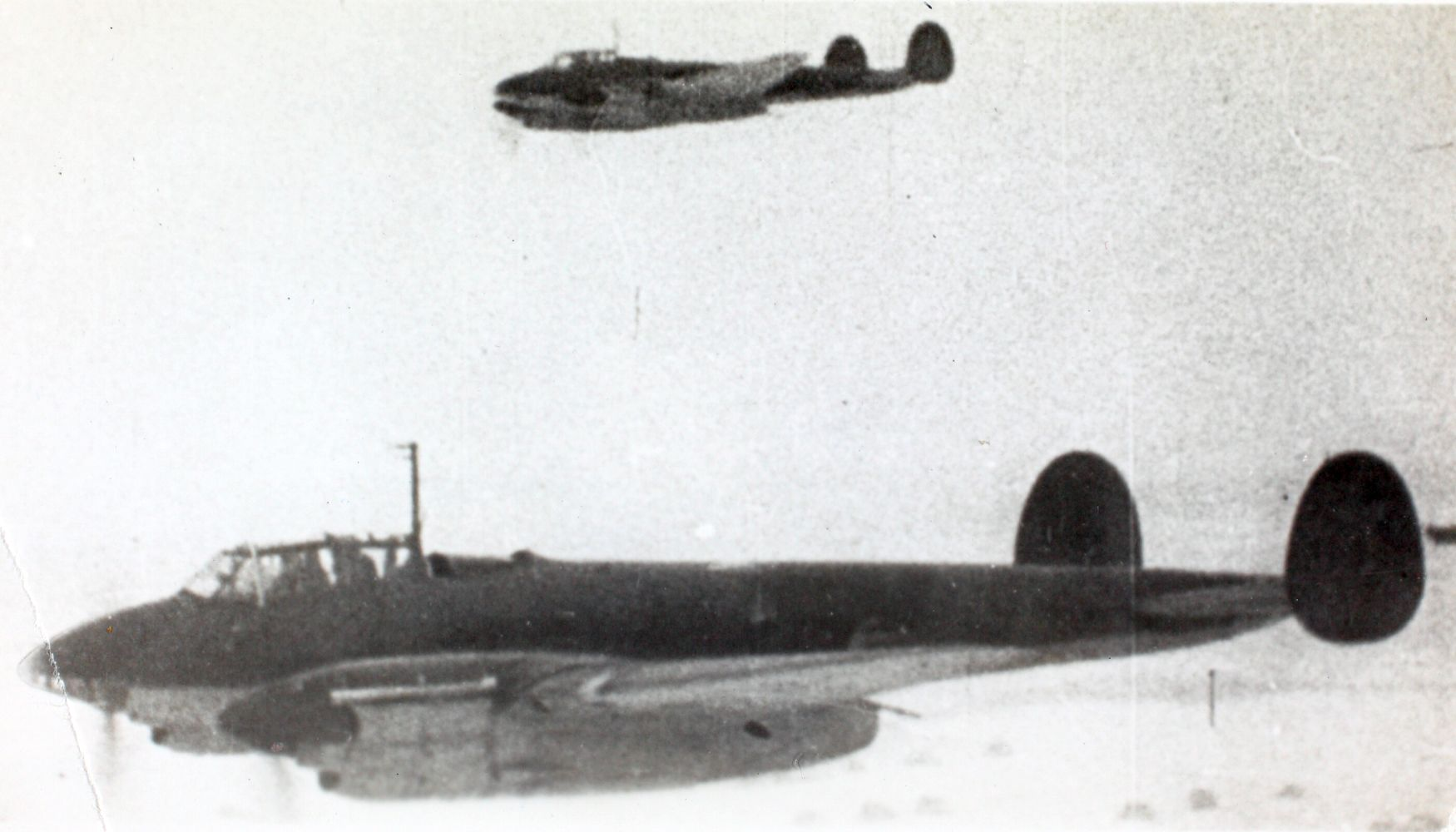
Самолёт Пе-2 в полёте. Такими самолётами была вооружена дивизия на период войны с Японией.

- 30-я смешанная авиационная дивизия;
- 30-я бомбардировочная авиационная дивизия;
- 30-я дальнебомбардировочная авиационная дивизия;
- 30-я авиационная дивизия дальнего действия;
- 30-я бомбардировочная авиационная дивизия;
- 30-я бомбардировочная авиационная Хинганская дивизия (23.08.1945 г.);
- 30-я бомбардировочная авиационная Хинганская Краснознамённая дивизия (14.09.1945 г.);
- 156-я бомбардировочная авиационная Хинганская Краснознамённая дивизия (20.02.1949 г.).

## История и боевой путь дивизии
Дивизия сформирована 12 октября 1940 года на основании Постановления СНК № 1344-524сс от 25 июля 1940 года, согласно которому была утверждена новая организационная структура ВВС РККА: авиационная дивизия формировалась в составе управления дивизии и 4—5 авиационных полков; авиационный полк формировался в составе 4—5 авиационных эскадрилий; авиационная эскадрилья формировалась в составе 4— 5 авиазвеньев; авиационное звено формировалось в составе 3 самолётов.
Дивизия сформирована в г. Нерчинск в составе 4-го дбап, 51-го иап, 15-го шап с дислокацией в Укурей и Нерчинск.
6 ноября 1940 года дивизия переформирована в 30-ю дальнебомбардировочную авиационную дивизию согласно Директиве НКО СССР № орг/4/106708. 8 августа 1942 года дивизия вновь переформирована в 30-ю бомбардировочную.
С началом Великой Отечественной войны полки дивизии были перебазированы на Западный фронт. Так, 5 июля 1941 года с аэродрома Укурей 4-й дальнебомбардировочный авиационный полк в составе 73-х самолётов ДБ-3А вылетел на фронт. Уже 7 августа 1941 года полк вошёл в состав 42-й дальнебомбаровочной авиационной дивизии, прибыв на фронтовой аэродром. С 8 августа полк включился в боевую работу.
Во время войны с Японией дивизия в своём составе имела три полка:
- 49-й бомбардировочный авиационный полк[1];
- 456-й ближнебомбардировочный авиационный полк[1];
- 457-й ближнебомбардировочный авиационный полк[1].

С 9 августа 1945 г. дивизия в составе 12-й воздушной армии Забайкальского фронта участвовала в Советско-японской войне. В ходе Хингано-Мукденской операции основными силами поддерживала наступление Забайкальского фронта на солуньском и хайларском направлениях, наносила массированные удары по аэродромам противника и железнодорожным станциям Солунь, Хайлар, Учагоу, Сикоу и другим. С началом войны дивизия поддерживала наступающие войска 39-й армии.
После войны дивизия базировалась на своих аэродромах, в феврале 1949 года переименована в 156-ю бомбардировочную авиационную дивизию. Расформирована 30 сентября 1960 года в составе ВВС Забайкальского военного округа.

### В действующей армии
В составе действующей армии:
- с 9 августа 1945 года по 3 сентября 1945 года.

## Командир дивизии
| Звание                                           | Имя                             | Период                                       | Примечание |
| ------------------------------------------------ | ------------------------------- | -------------------------------------------- | ---------- |
| Полковник                                        | Муравьёв Виктор Сергеевич       | с 12 октября 1940 года по 7 января 1942 года |            |
| Полковник                                        | Миклашевский Александр Иванович | с 8 января 1942 года по 15 октября 1944 года |            |
| Подполковник, полковник (с 30 августа 1945 года) | Сажин Николай Иванович          | с 16 октября 1944 года                       |            |

## В составе объединений
| Дата          | Фронт (округ)                       | Армия                              | Корпус | Примечания     |
| ------------- | ----------------------------------- | ---------------------------------- | ------ | -------------- |
| 12.10.1940 г. | Забайкальский военный округ         | ВВС Забайкальского военного округа | -      | -              |
| 15.09.1941 г. | Забайкальский фронт                 | ВВС Забайкальского фронта          | -      | -              |
| 15.08.1942 г. | Забайкальский фронт                 | 12-я воздушная армия               | -      | -              |
| 09.10.1945 г. | Забайкальско-Амурский военный округ | 12-я воздушная армия               | -      | -              |
| 01.05.1947 г. | Забайкальский военный округ         | 12-я воздушная армия               | -      | -              |
| 20.02.1949 г. | Забайкальский военный округ         | 45-я воздушная армия               | -      | -              |
| 01.01.1957 г. | Забайкальский военный округ         | ВВС Забайкальского военного округа | -      | -              |
| 30.09.1960 г. | Забайкальский военный округ         | ВВС Забайкальского военного округа | -      | расформирована |

## Состав дивизии
На 22 июня 1941 года
Управление — Нерчинск
4-й дальнебомбардировочный авиационный полк — Уккурей
290-й дальнебомбардировочный авиационный полк (в стадии формирования) — Нерчинск 
В разное время
| Период                  | Наименование                                  | Базирование, вооружение   |
| ----------------------- | --------------------------------------------- | ------------------------- |
| 25.07.1940 — 05.07.1941 | 4-й дальнебомбардировочный авиационный полк   | ТБ-3, передан в 42-ю дбад |
| 25.07.1940 — нет данных | 15-й штурмовой авиационный полк               | И-15,                     |
| 25.07.1940 — нет данных | 51-й истребительный авиационный полк          | Бада, И-15, И-16          |
| 07.1941 — нет данных    | 49-й бомбардировочный авиационный полк        | Сохондо, Пе-2             |
| 1943 — 1945             | 456-й ближнебомбардировочный авиационный полк | Бада, Пе-2                |
| 1943 — 1945             | 457-й ближнебомбардировочный авиационный полк | Бада, Пе-2                |
| 15.12.1945 — 27.06.1946 | 941-й истребительный авиационный полк         | Як-9, расформирован       |

### Боевой состав на 3 сентября 1945 года
| Наименование                                  | Вооружение, Базирование |
| --------------------------------------------- | ----------------------- |
| 49-й бомбардировочный авиационный полк        | Пе-2                    |
| 456-й ближнебомбардировочный авиационный полк | Пе-2                    |
| 457-й ближнебомбардировочный авиационный полк | Пе-2                    |

## Участие в операциях и битвах
- Харбино-Гиринская наступательная операция — с 9 августа 1945 года по 2 сентября 1945 года.

## Награды
30-я бомбардировочная авиационная дивизия за отличия в боях Указом Президиума Верховного Совета от 14 сентября 1945 года награждена орденом «Боевого Красного Знамени».

## Почётные наименования
30-й бомбардировочной авиационной дивизии за успешное выполнение заданий командования в боях с японскими войсками Приказом НКО № 0159 от 14 сентября 1945 года на основании Приказа ВГК № 372 от 23 августа 1945 года присвоено почётное наименование «Хинганская».

## Благодарности Верховного Главнокомандующего
Дивизии за овладение всей Маньчжурией, Южным Сахалином и островами Сюмусю и Парамушир из группы Курильских островов, главным городом Маньчжурии Чанчунь и городами Мукден, Цицикар, Жэхэ, Дайрэн, Порт-Артур объявлена благодарность.